# 黑豹2 人中之龍 阿修羅篇
《黑豹2 人中之龍 阿修羅篇》是世嘉在2012年3月22日發售的PlayStation Portable用遊戲。宣傳詞為「失去的榮耀就要用戰鬥取回來」。

## 概要
為前作《黑豹 人中之龍新章》一年半後的故事並且以東京・神室町以及在《人中之龍2》登場過的大阪・蒼天掘為舞台。
在登場人物中、右京龍也從高良健吾改由在電視劇中扮演他的演員齋藤工配音（前作的概要場景則由齋藤工配音）、並且也有高知東生、要潤、大杉漣等知名演員來為主要角色配音。酒店小姐則由美女甜甜圈（IDOLING!!!）的遠藤舞、外岡好梨花、橘柚里佳擔任模組及配音的工作。主題歌則由湘南乃風負責。
同樣也繼承前作的腳步而由MBS・TBS改編成電視劇。
與前作《人中之龍 OF THE END》一様、能夠與GREE的《人中之龍 for GREE》連動（不過連動方式有點不同）。另外擁有透過前作的過關檔獲得特典的系統。

## 故事大綱
過去在龍炎中達成前無古人的十連勝的「右京龍也」。為了追求更強的力量而單身離開日本、到美國的地下鬥技場進行修行。
在新天地‧美國也依然發揮壓倒性實力的龍也。因此受到日本拳擊館的館長的認同、讓他因此得到一個可以成為職業拳擊手的機會。
想要用自己的拳頭向將來打開自己光輝的第一步的龍也、卻反而感到焦慮而非滿足。於是在腦袋都沒有整理的情況下就這樣為了能在職業賽中初次登場而回國、並且朝自己的故鄉・神室町前進。
神室町依究不變、依然能看到欲望與權力的各式漩渦。在那邊的龍也幫助了一個被混混糾纏的少年。少年正是龍炎中的年輕選手。
在聽到龍炎後、龍也想起了自己心中遺忘的東西。
這樣的龍炎由於大阪・蒼天掘的地下格鬥團体「阿修羅」侵入神室町進出、卻陷入了即將消滅的危機。
龍也為了全新的同伴、也為了守護自己過去在裡面睹上一切的龍炎、於是捨棄光輝的未來、再次決定回到龍炎的擂台上。
在那之中，也即將發生能夠將神室町全部捲入的巨大野心……。

## 遊戲系統

### 戰鬥方式
承襲前作的打架戰鬥方式並且增加各種系統或是加以變更。
最大的變更点是能將抓住的敵人朝任意方向丟擲過去。然後不單是打到敵人會造成損害、也能夠用任何物件朝敵人丟過去造成損害、也能透過搭檔或牆壁在不消耗極道值的情況下，使出「雙重攻撃」「牆壁攻擊」等強力的攻擊。另外打到最後，還能將像是牆壁等物件破壞掉、而可以將敵人丟飛出去來決定勝負。
從前作繼承過來的「流派」系統中，除了增加了「相撲」「古希臘式搏擊」「軍隊格鬥技」等新流派外，前作就有的流派的動作或攻擊方式作出小改變。另外還出現了將所學會的「拳擊」「踢擊」「抓技」「打擊技」等流派加以組合使用的「我流」流派。
前作中隨著不同流派而固定的「技能」，在本作中則會隨著一定程度的升級後，而能夠自由搭配不同技能來補正流派的缺點並且發揮其優點。
升級系統則依究不變、不過「拳擊」「踢擊」等能力値改成在道場付錢而升級時，以所得點數來作不同分配的方式。因此、道場的功能除了學會「必殺技」外、也能夠將所學的「技能」加以變更。然後在分配點數時、因此需要一定的等級提升才能增加點數、因此只專注提升替定能力的話，會讓效率因此變差。

### 遊樂場所
繼承前作可以遊玩小遊戲的要素，而加入了「麻將」「柏青嫂」「高爾夫」等新的迷你遊戲、特別是麻將也能連線來四人對戰。
另外從前作繼承下來的遊戲也改變其操作系統（例如卡啦ok從連打遊戲變成節奏遊戲）。
就連工作也都持續增加。例如在大阪就追加了「酒店小姐掮客」、「串燒店」「章魚燒店」等工作。
前作中無法使用的計程車功能，在本作也能使用而提升移動的方便性。
本作也是系列作中初次擁有可以在故事中改變服裝的系統、而可以在遊戲中購買實際品牌的服裝並且加以打扮。順便一提，在過去的作品，則是只能在「自由遊玩模式」中才可以改變服裝。

## 主題曲
- 湘南乃風「Born to be WILD」（TOY'S FACTORY）

## 電視劇
MBS從2012年4月5日開始、TBS則是從2012年4月8日開始播放。主演為齋藤工。

### 登場角色

#### 龍炎
- 右京 龍也 - 齋藤工
- 八代 誠 - 佐藤祐基（少年期：富田夢大）
- 坂本 信司 - 八神蓮（少年期：佐佐木稔生）
- 齋藤 保 - 冨浦智嗣
- 星野 凌雅 - 魔裟斗
- 光夫 - 内田讓

#### 阿修羅
- 秋田 靖人 - 阿部亮平
- 野崎 亮 - 和田聰宏（少年期：近藤和彌）
- 二岡 孝造 - 波岡一喜
- 沖田 忍 - 六本木康弘
- 大場 庄助 - 坪谷隆寛
- 流星鈴木 / 木島 真彥 - 白善哲

#### 其他角色
- 水嶋 彩 - 岡本玲
- 榊 天馬 - 石田卓也（第1・3話）
- 飯島 賢也 - 高知東生
- 佐伯 晃一 - 林剛史
- 鶴見 正 - 大杉漣
- DJ RIKUOH - 石橋篤史

#### 客串
- 杉田 春斗 - 石黑英雄（第1話 / 回憶）
- 右京 冴子 - 西原亞希（第1話 / 回憶）
- 椎名 徹 - 大槻博之（第1話）
- 市川 靜香 - 吉倉葵（第2話 / 少女期：國光真央）
- 田中 康彦 - 須加留（第4話）
- 酒店小姐 舞 - 遠藤舞（第4話）
- 酒店小姐 繪理香 - 外岡好梨花（第4・7話）
- 酒店小姐 百合香 - 橘百合香（第4・7話）
- 坂本 宏 - 佐戸井けん太（第5話）
- 阿武 - 佐野岳（第6話）

### 工作人員
- 原作 - PSP專用遊戲「黑豹2 人中之龍 阿修羅篇」
- 劇本 - 安井国穂、熊本浩武
- 導演 - 加門幾生、最知由暁斗
- 導演助手 - 植本英之
- 動作指導 - 諸鍛冶裕太
- 肌絵師 - 田中光司
- 綜合製作製作人- 森川一雄
- 助理製作人 - 高江洲義貴、柳川萬平
- 友情製作人 - 松田愛依子
- 製作人 - 大内孝悦、中山雅弘、深迫康之、船田晃、小俣絵梨、浦井孝行
- 影像協助 - キングレコード
- 製作總指揮 - 名越稔洋
- 制作 - 国際放映
- 制作協力 - ILCA
- 企画・製作 - 「黑豹2」製作委員会
- 著作 - SEGA / MBS

### 主題曲
- HAN-KUN「RIDE ON NOW」（トイズファクトリー）

### 各話標題
| 集數   | 電視台 | 播放日        | 劇本     | 導演       | 收視率 （關東） |
| ------ | ------ | ------------- | -------- | ---------- | --------------- |
| 第1章  | MBS    | 2012年4月5日  | 安井国穂 | 加門幾生   | 1.5%            |
| 第1章  | TBS    | 2012年4月8日  | 安井国穂 | 加門幾生   | 1.5%            |
| 第2章  | MBS    | 2012年4月12日 | 安井国穂 | 加門幾生   | 1.0%            |
| 第2章  | TBS    | 2012年4月15日 | 安井国穂 | 加門幾生   | 1.0%            |
| 第3章  | MBS    | 2012年4月19日 | 安井国穂 | 加門幾生   | 1.7%            |
| 第3章  | TBS    | 2012年4月22日 | 安井国穂 | 加門幾生   | 1.7%            |
| 第4章  | MBS    | 2012年4月26日 | 熊本浩武 | 最知由暁斗 | 1.6%            |
| 第4章  | TBS    | 2012年4月29日 | 熊本浩武 | 最知由暁斗 | 1.6%            |
| 第5章  | MBS    | 2012年5月3日  | 熊本浩武 | 最知由暁斗 | 2.2%            |
| 第5章  | TBS    | 2012年5月6日  | 熊本浩武 | 最知由暁斗 | 2.2%            |
| 第六章 | MBS    | 2012年5月10日 | 安井国穂 | 加門幾生   | 1.4%            |
| 第六章 | TBS    | 2012年5月13日 | 安井国穂 | 加門幾生   | 1.4%            |
| 第七章 | MBS    | 2012年5月17日 | 安井国穂 | 加門幾生   | 2.2%            |
| 第七章 | TBS    | 2012年5月20日 | 安井国穂 | 加門幾生   | 2.2%            |

## 外部連結
- 遊戲官網 （页面存档备份，存于）
- MBS節目網站 （页面存档备份，存于）